# 放火罪

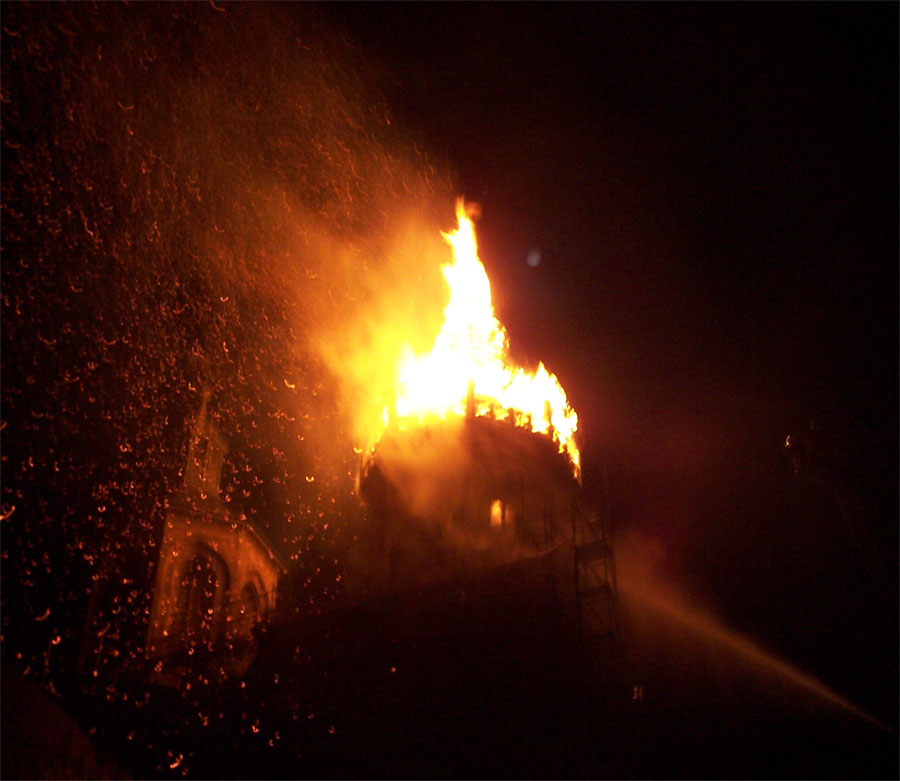
炎上するゲッティンゲンの聖ヨハネ教会

放火罪（ほうかざい、英: arson、独: Brandstiftung）は、故意または悪意をもって建造物や自然保護区などに火を放つこと（放火）により成立する犯罪。自然発火や山火事のような、他の原因とは区別される。通常は他人の財産または保険金目的で自分の財産に対して故意に生じさせた火災をいう。

## 法律上の定義

### コモン・ロー
放火罪（Arson、スコットランドではfire-raising）は、コモン・ローでは、「他人の住居を故意に燃やすこと」と定義される。
要件は、
1. 故意に (malicious)
2. 他人の
3. 住居を (dwelling)
4. 燃やすこと

である。
それぞれの語を詳細に説明する。
故意
コモン・ローの解釈上、「故意 (malicious)」とは、燃焼の重大な危険を引き起こす行為を意味する。犯人が、住居を燃やすため、故意に (intentionally) またはわざと (willfully) その行為をしたことを要しない。
他人の
自分の住居を燃やすことは、コモン・ロー上の放火罪を構成しない。ただし、コモン・ロー上の放火罪の解釈上、所有権ではなく占有が「その住居は誰のものか」を決定する。したがって、自分が借りている家を燃やした場合、コモン・ロー上の放火には該当せず、他方、家主が他人に貸している家を燃やした場合、放火罪に該当する。
住居
「住居」とは、居住する場所をいう。空室の建物を破壊する行為は放火罪ではなく、「放火罪は、住居を保護するためのものであり、空室の建物を燃やすことは放火罪を構成しない」とされる。コモン・ローでは、建造物は最初の居住者が入居するまで住居にはならず、居住者が再び居住する意図もなくその建物を去ることで住居ではなくなる。住居は、建物および宅地内にある離れを含む。住居は家に限られない。住居として占有されていれば、物置きも放火罪の対象となりうる。
燃やす
コモン・ローでは、住居の一部を焦がすだけでこの要件を満たす。住居に重大な損傷を与えることを要しない。他方、煙によって変色したというだけでは足りない。建材に対する現実の毀損が必要であり、カーペットや壁紙などの表面のカバーの損傷では足りない。放火罪は、木造建築物を燃やすことに限られるわけではない。熱や炎によって生じた建造物の損傷であれば足りる。
さらに、「保険金のために、自己の住居を燃やすことは、コモン・ロー上の放火罪を構成しない。初期イングランドにおいて、一般的に、人は、自己の財産をいかなる手段によっても破壊する権利を有すると考えられていたからである」とされる。

### アメリカ
アメリカ合衆国では、法域によって、コモン・ローの放火罪の要件はしばしば変化する。例えば、「住居 (dwelling)」は、多くの州で要求されておらず、承諾なく、あるいは違法な意図により、いかなる不動産を燃やす行為も放火罪となる。放火罪は、申し立てられた違反の重大さに応じて起訴される。第一級放火 (first degree arson) は、一般的に、火災によって死傷者が出た場合であり、第二級放火 (second degree arson) は、財産に重大な損壊が生じた場合に成立する。放火罪は、軽罪 (misdemeanor) である器物損壊として起訴されることもある。
もし、放火が破壊と侵入を伴っていたら、不法侵入罪も成立する。殺人の手段として放火罪が成立した場合、死刑が言い渡されることもある。
殺人の証拠隠滅に放火を行ったケースでは、山火事となり、多くの住宅が焼失、2人の焼死に関わった罪が容疑者に追加された。

### イングランドとウェールズ
英国法では、放火罪はコモン・ロー上の犯罪であり、近年、1971年器物損壊法により再定義および成文化された。

### スコットランド
スコットランド法では、「arson」ではなく「fire raising」という語がつかわれているが、どちらも意味は同じである。

### 日本
日本の刑法では、放火に関する規定は第9章の放火及び失火の罪に定められている。日本では、放火罪の保護法益が社会的法益であると考えられており、また放火の対象によって、成立しうる犯罪類型が異なる。日本で放火は、古代より死刑を含む重罪として処罰されてきた。
森林への放火は、森林法第202条に森林への放火について記載がある。山火事が起きた場合は、規模も大きくなるため、損害賠償の他、他人の住宅などにも燃え広がるため、重過失失火（刑法第117条）、重過失致死（刑法第211条)などの罪状が増えることとなる。

### シリア
山火事を起こした犯人は、テロの罪が言い渡され、重労働の終身刑などとなった。